# Tapeinostemon
Tapeinostemon es un género de plantas con flores perteneciente a la familia Gentianaceae. Es originario de Brasil. Comprende 12 especies descritas y de estas, solo 8 aceptadas.

## Taxonomía
El género fue descrito por  George Bentham y publicado en Hooker's Journal of Botany and Kew Garden Miscellany 6: 194. 1854.

## Especies aceptadas
A continuación se brinda un listado de las especies del género Tapeinostemon aceptadas hasta abril de 2014, ordenadas alfabéticamente. Para cada una se indica el nombre binomial seguido del autor, abreviado según las convenciones y usos.
- Tapeinostemon breweri Steyerm. & Maguire
- Tapeinostemon capitatum  Steyerm. & Maguire
- Tapeinostemon longiflorum Steyerm. & Maguire
- Tapeinostemon rugosum Steyerm. & Maguire
- Tapeinostemon sessiliflorum
- Tapeinostemon spenneroides
- Tapeinostemon surinamense
- Tapeinostemon zamoranum